# Chelmac
Chelmac – wieś w Rumunii, w okręgu Arad, w gminie Conop. W 2011 roku liczyła 351 mieszkańców. 